# Consorzi agrari d'Italia
Consorzi agrari d'Italia è una S.p.A. che è il principale progetto della Holding denominata Società Consortile Consorzi Agrari S.c.p.A.
Società Consortile Consorzi Agrari S.c.p.A. è stata costituita nell'ottobre 2009 ed attualmente ha un Capitale Sociale di 13.130.400 euro e dispone, attraverso la sua rete di Consorzi Agrari, di 1.300 punti di vendita, con un fatturato complessivo di 2,5 miliardi di euro. 
Società Consortile Consorzi Agrari S.c.p.A. (in breve S.C.C.A.) è una società consortile per azioni, costituita da ventuno Consorzi Agrari operanti su tutto il territorio nazionale ed è socio costitutore della società Consorzi Agrari d’Italia S.p.A.
La Società Consortile Consorzi Agrari S.c.p.A. si propone statutariamente di valorizzare, nell'interesse consorziati Consorzi Agrari ad essa aderenti, le attività ed i prodotti degli stessi, attraverso lo svolgimento coordinato delle fasi di produzione, trasformazione e commercializzazione delle rispettive imprese, nonché di procurare beni, attività e vantaggi per l'esercizio delle loro attività economiche e grazie al suo know-how svolge l'importante ruolo di coordinamento delle sue consorziate.
Tra le iniziative di maggior rilievo, la Società Consortile Consorzi Agrari S.c.p.A. ha promosso, in qualità di socio costitutore, il progetto “Consorzi Agrari d’Italia”, finalizzato – in attuazione del comma 2 bis dell’art. 2 della Legge 410/1999, integrata dal Decreto Mezzogiorno, Legge n.123 del 3 agosto 2017 – allo svolgimento congiunto di determinate attività previste dall’oggetto sociale dei Consorzi Agrari aderenti, realizzate attraverso la partecipazione a società di capitali in cui i Consorzi Agrari dispongano della maggioranza dei voti esercitabili nell’Assemblea Ordinaria. Tali attività, realizzate attraverso la società di Scopo Consorzi Agrari d’Italia S.p.A., vengono svolte nel rispetto degli scopi e delle finalità mutualistiche dei Consorzi Agrari aderenti.
Il 27 luglio 2020 la Società Consortile Consorzi Agrari S.c.p.A. ha coordinato e portato a termine la prima fase di riorganizzazione del Sistema dei Consorzi Agrari (Consorzio Agrario di Adriatico Società Cooperativa, Consorzio Agrario del Centro Sud Società Cooperativa, Consorzio Agrario dell’Emilia – Società Agricola e Consorzio Agrario del Tirreno Società Cooperativa) mediante il conferimento dei rispettivi rami d’azienda operativi nella società di Scopo Consorzi Agrari d’Italia S.p.A., con un Capitale Sociale di 152.216.000 euro.
Gli obiettivi raggiunti attraverso il progetto di riorganizzazione del Sistema dei Consorzi Agrari, permettono di presentare al mercato un soggetto industriale integrato, caratterizzato da un solido equilibrio economico, patrimoniale e finanziario, in grado di qualificarsi come operatore di riferimento per la produzione agricola italiana ed i servizi all'agricoltura.
Il Consiglio di Amministrazione della Società Consortile Consorzi Agrari S.c.p.A. è costituito da 21 Consiglieri, il Presidente è il Dott. Mauro Tonello, il Vicepresidente è il Dott. Massimo Felice Neri.

## Precedenti
Per cento anni dal 1892 al 1991 i consorzi agrari facevano riferimento alla Federconsorzi, alternativamente nei diversi periodi società cooperativa consortile di diritto privato od ente pubblico. Attraverso la gestione degli ammassi divenne una delle realtà più importanti e capillarmente diffuse, ma rimase travolta dall'accrescere dell'indebitamento che la portò il 17 maggio 1991 dapprima al commissariamento e poi alla richiesta di concordato preventivo.
Allo stesso modo, la maggior parte dei consorzi agrari provinciali finirono in liquidazione coatta amministrativa. Nonostante i molti provvedimenti legislativi, questa situazione di incertezza si trascinò per molto tempo. Solo nel 2009 un gruppo consistente di consorzi tornati in bonis e i pochi non travolti dalle procedure concorsuali hanno ricreato una organizzazione centrale.
Opera in collaborazione con la società Bonifiche Ferraresi anche nel settore delle sementi 

## Aderenti
Fanno parte della holding Società Consortile Consorzi Agrari S.c.p.A. 21 Consorzi Agrari:
- Consorzio Agrario del Nord Est: province di Brescia, Mantova, Padova, Rovigo, Venezia, Verona e Vicenza[3]
- Consorzio Agrario dell'Emilia: province di Bologna, Modena, Reggio Emilia e Ferrara.[4]
- Consorzio Agrario Terrepadane: province di Piacenza, Milano, Pavia, Lodi, Monza-Brianza, Cremona.[5]
- Consorzio Agrario del Tirreno: province di Grosseto, Viterbo, Livorno, Roma e Rieti[6]
- Consorzio Agrario Adriatico: province di Forlì-Cesena, Rimini, Pesaro-Urbino, Fermo, Ascoli Piceno e Macerata.[7]
- Consorzio Agrario Centro Sud: province di Chieti, Pescara, L'Aquila, Teramo, Campobasso, Isernia[8]
- Consorzio Agrario del Friuli Venezia Giulia: province di Gorizia, Pordenone, Udine.[9]
- Consorzio Agrario di Treviso e Belluno: province di Treviso e Belluno[10]
- Consorzio Agrario delle Province del Nord-Ovest: province di Cuneo, Torino, Asti, Savona, Imperia, Alessandria, Biella, Novara, Verbania e Vercelli[11]
- Consorzio Agrario dell'Umbria: province di Perugia e Terni [12]
- Consorzio Agrario di Cremona: provincia di Cremona[13]
- Consorzio Agrario Lombardo: province di Como, Lecco, Sondrio, Bergamo[14]
- Consorzio Agrario Provinciale di Lecce: provincia di Lecce[15]
- Consorzio Agrario del Piemonte Orientale: provincie di Vercelli, Alessandria, Novara, Biella e Verbania Cusio Ossola[11]
- Consorzio Agrario Interprovinciale di Lucca e Massa Carrara: province di Lucca, Massa Carrara
- Consorzio Agrario di Ravenna: provincia di Ravenna[16]
- Consorzio Agrario Green Calabria: provincia di Cosenza
- Consorzio Agrario di Pavia[5]
- Consorzio Agrario di Milano-Lodi Monza e Brianza in liquidazione
- Consorzio Agrario Piceno in liquidazione.
- Consorzio Agrario di Siena [17]